# Gravest Hits
Gravest Hits è il primo EP di Cramps, pubblicato nel luglio del 1979 da I.R.S. Records in 12".

## Il disco
Il disco è stato prodotto da Alex Chilton. Sebbene il disco sia uscito nel 1979, le registrazioni risalgono al 1977. La foto sul retro della copertina del vinile, fu scatatta durante un concerto al teatro Palladium di New York.

## Tracce
- Lato A

1. Human Fly (Interior/Rorschach) - 2:15
2. The Way I Walk (J. Scott) - 2:43
3. Domino (S. Phillips) - 3:08

- Lato B

1. Surfin' Bird (Frazier/Harris/White/Wilson) - 5:08
2. Lonesome Town (B. Knight) - 3:15

## Formazione
- Lux Interior - voce
- Poison Ivy Rorschach - chitarra elettrica
- Bryan Gregory - chitarra elettrica
- Nick Knox - batteria